# Úžín
Úžín, dříve také Oužín (německy Auschine nebo také Auschina), je zaniklá vesnice, která ležela asi dva kilometry východně od Chlumce v okrese Ústí nad Labem na severu Čech. V těsném sousedství vesnice stávala osada Roudné (Raudney). Úžín a Roudné stály v katastrálním území Všebořice o výměře 733,18 hektarů.

## Historie
Území bylo osídleno zřejmě už v mladší době kamenné. Ves byla založena někdy ve 12. století. V roce 1401 byla zmíněna u osady Roudné, první písemná zmínka je z roku 1543. 

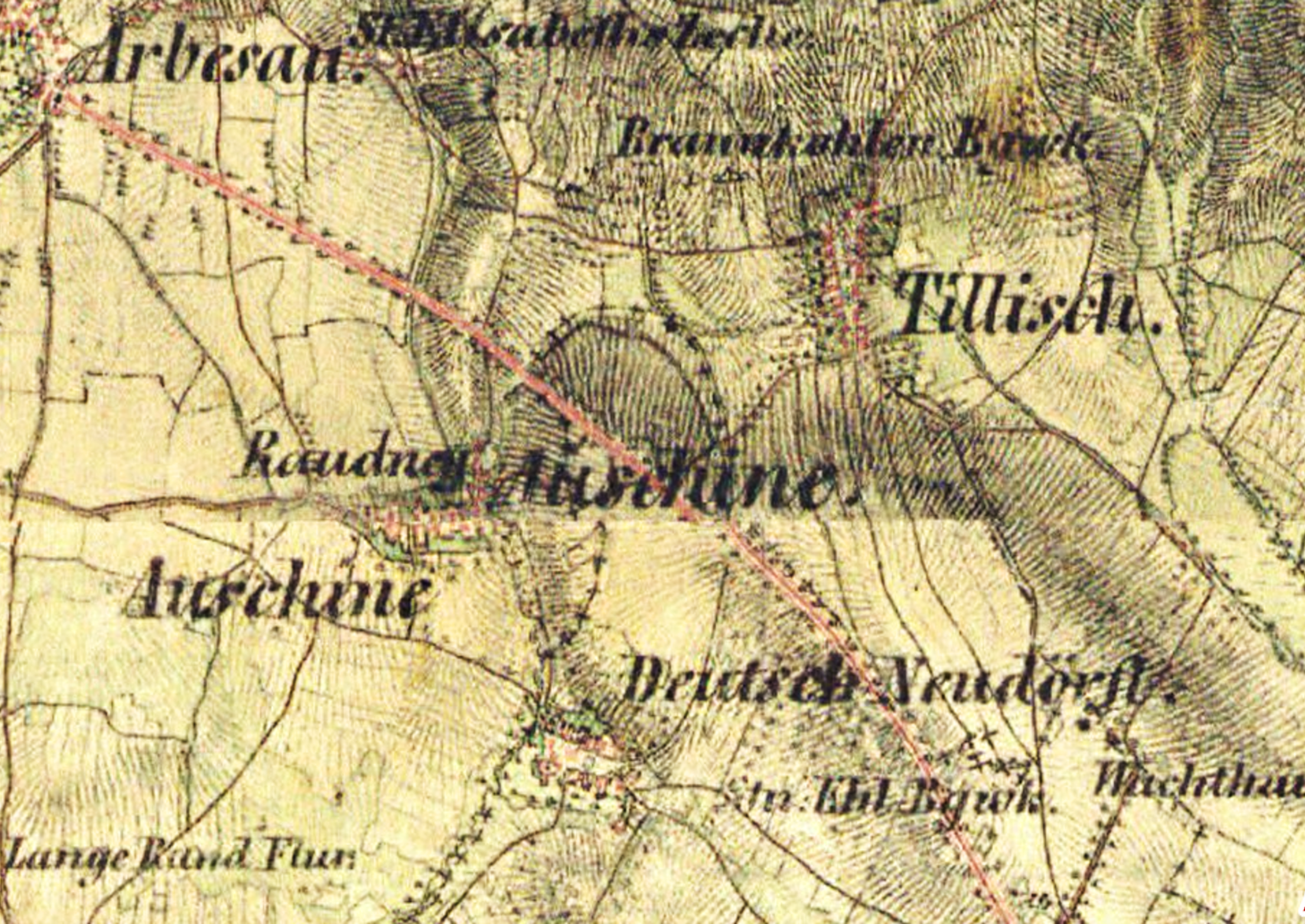
Úžín (Auschine) na detailu mapy z 19. století

Do roku 1580 byla součástí Krupského panství, později Chlumeckého. Při bitvě u Chlumce roku 1813 celá ves vyhořela. Od zavedení obecního zřízení v polovině 19. století byl Úžín samostatnou obcí, do které též patřilo Roudné. V letech 1938 až 1945 byla obec v důsledku uzavření Mnichovské dohody přičleněna k nacistickému Německu.
Od roku 1961 byl součástí obce Úžín též Bělouš, Kamenice a Podhoří.
Obec zanikla v roce 1965 v důsledku důlní činnosti (důl Pankrác a velkodůl Antonín Zápotocký) a pozdější výstavby tlakové plynárny, která převzala jméno Úžína.
V roce 1968 byla Tlaková plynárna Úžín sloučena s Dolem Antonína Zápotockého do jednoho podniku, Palivového kombinátu Antonína Zápotockého. Od roku 1992 do současnosti probíhá likvidace tlakové plynárny.
Na území Úžína a Roudného je skládka toxického odpadu a v těsném sousedství leží malé letiště.

## Obyvatelstvo
Při sčítání lidu v roce 1921 ve vsi žilo 175 obyvatel (z toho 51 mužů), z nichž bylo dvanáct Čechoslováků, 150 Němců, sedm příslušníků jiné národnosti a šest cizinců. Kromě sedmi evangelíků a čtyř členů nezjišťovaných církví byli římskými katolíky. Podle sčítání lidu z roku 1930 měla vesnice 220 obyvatel: osm Čechoslováků, 206 Němců a šest cizinců. S výjimkou patnácti evangelíků a devíti lidí bez vyznání byli římskými katolíky.
|           | 1869 | 1880 | 1890 | 1900 | 1910 | 1921 | 1930 | 1950 | 1961 |
| --------- | ---- | ---- | ---- | ---- | ---- | ---- | ---- | ---- | ---- |
| Obyvatelé | 167  | 155  | 148  | 157  | 182  | 175  | 220  | 115  | 106  |
| Domy      | 26   | 27   | 26   | 25   | 28   | 28   | 28   | 28   | 53   |

## Pamětihodnosti
Na návsi stávala barokní kaple svatého Floriána z roku 1789, na cestě do Chlumce byl dřevěný kříž.